# 바비 (2012년 영화)
"바비"는 2012년에 개봉한 대한민국의 영화이다.

## 캐스팅
주연
- 이천희 : 이망택 역
- 김새론 : 이순영 역
- 김아론 : 이순자 역
- 캣 태보 : 바비 역

조연
- 조용석 : 이망우 역
- 얼 잭슨 : 스티브 역
- 최화림 : 순영선생님 역
- 권진희 : 순자선생님 역
- 이상우 : 민박집변태남 역
- 김민수 : 사진관주인 역
- 김윤경 : 공항연인 역
- 박경균 : 공항연인 역
- 정기철 : 핸드폰도촬남 역
- 이강섭 : 스티브운전사 역
- 이광자 : 시장아줌마 역